# Trachinoidei
Los traquinoideos (Trachinoidei) son un suborden de peces dentro del orden Perciformes. Son generalmente de cuerpos algo alargados y comprimidos, la mayoría viven sobre el fondo marino donde se camuflan.

## Sistemática
Existen doce familias encuadradas en este suborden:
- Ammodytidae Bonaparte, 1835 - Ammodítidos
- Champsodontidae Jordan y Snyder, 1902 - Campsodóntidos
- Cheimarrhichthyidae Regan, 1913 - Queimaríctidos
- Chiasmodontidae Jordan y Gilbert, 1883 - Quiasmodóntidos
- Creediidae Waite, 1899 - Créedidos
- Leptoscopidae Gill, 1859 - Leptoscópidos
- Percophidae Swainson, 1839 - Picos de pato
- Pinguipedidae Günther, 1860 - Pinguipédidos
- Trachinidae Rafinesque, 1815 - Traquínidos
- Trichodontidae Bleeker, 1859 - Areneros
- Trichonotidae Günther, 1861 - Triconótidos
- Uranoscopidae Bonaparte, 1831 - Uranoscópidos

Antiguamente se encuadraba es este suborden la familia Pholidichthyidae, separa actualmente en el suborden Pholidichthyioidei.

## Imágenes

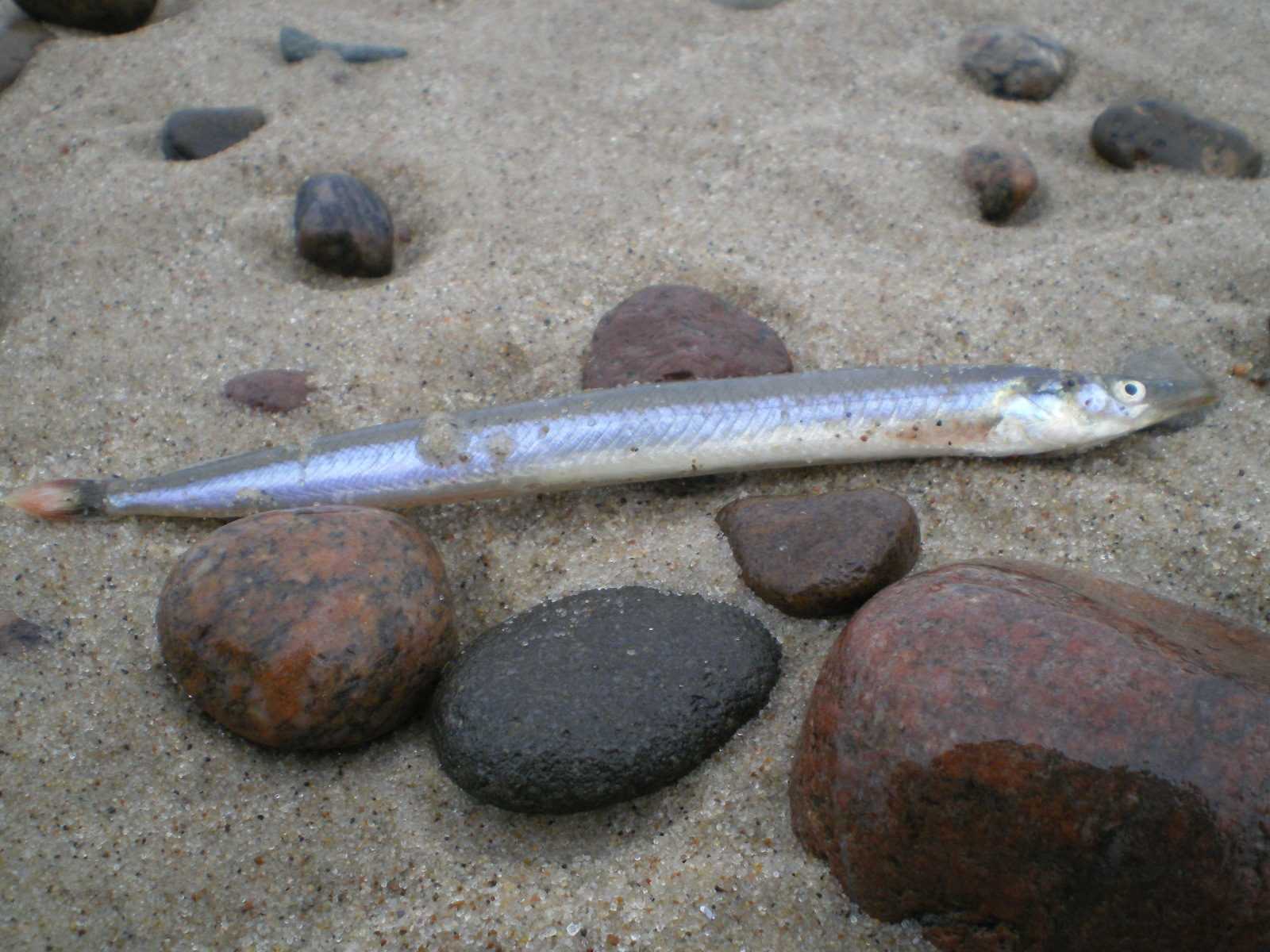
Ammodítido
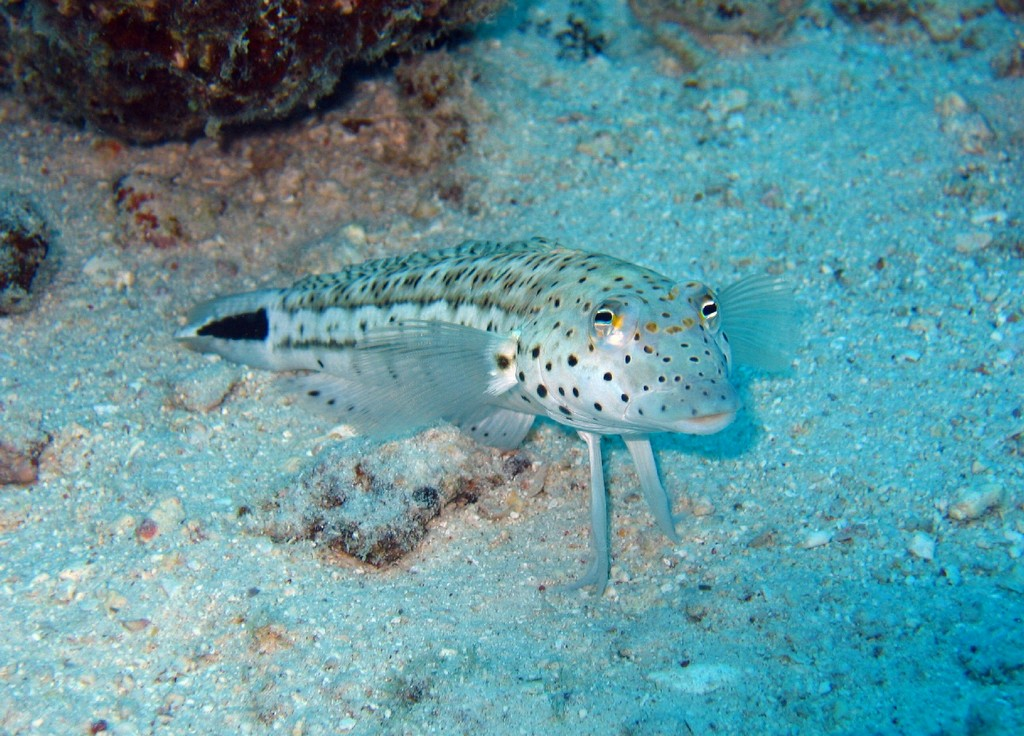
Pinguipédido
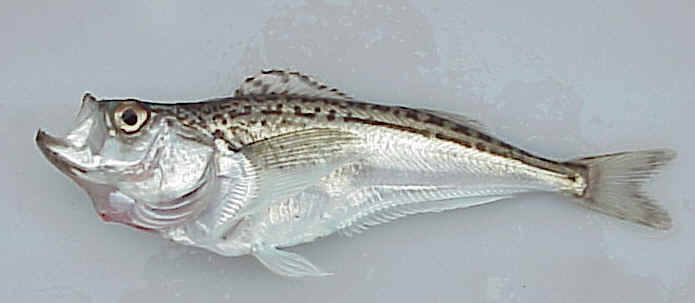
Arenero
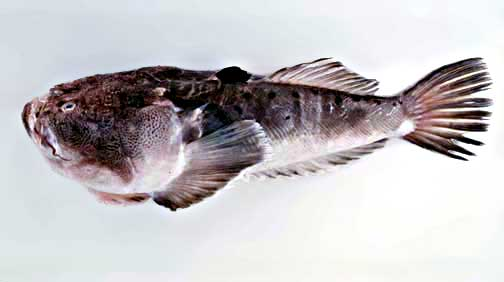
Uranoscópido